# Kentauren
Kentauren (Centaurus) er et stjernebillede på den sydlige himmelkugle.